# Montmeillant
Montmeillant település Franciaországban, Ardennes megyében. Lakosainak száma 84 fő (2022. január 1.). Montmeillant Maranwez, La Romagne, Saint-Jean-aux-Bois és Signy-l’Abbaye községekkel határos.

## Népesség
A település népességének változása:
| Lakosok száma | 122  | 82   | 87   | 99   | 88   | 85   | 83   | 82   | 83   | 84   |
|               | 1968 | 1982 | 1990 | 2006 | 2013 | 2015 | 2017 | 2019 | 2020 | 2022 |